# Eiffelov toranj
Eiffelov toranj (franc. La Tour Eiffel) je željezni toranj sagrađen na Champ de Mars (Marsova polja) pokraj rijeke Seine u Parizu. To je najviša građevina u Parizu i jedan od najprepoznatljivijih svjetskih simbola. Nazvan po svom dizajneru, inženjeru Alexandreu Gustavu Eiffelu, vrhunska je turistička atrakcija.

## Statistika
Predstavljen je javnosti 31. ožujka 1889., a otvoren za posjetitelje 6. svibnja 1889.
Gustave Eiffel je upotrijebio nov način temeljenja, te je na kesonima (pneumatički način temeljenja) podigao, u obliku vitke piramide, četiri rešetkasta nosača do visine od 300 m, gdje ih je platformom spojio s kupolom. Sadrži 3 dijela. Vrh prvog dijela se nalazi na visini od 57, drugi je na 115, a treći na 274 metra. Pri najvećem vjetru vrh tornja oscilira samo 12 cm, ali zato visina varira čak do 8 cm, pri najvećim temperaturama.
Toranj je visok 300 m, što je otprilike 75 katova. Uključujući antenu visine 20.75 m, građevina je visoka 320.75 m, što je otprilike 81 kat. U vrijeme njegove gradnje povodom Svjetske izložbe 1889., toranj je zamijenio Washingtonski spomenik, koji je do 1932. bio najviša građevina na svijetu. Eiffelov toranj je najviša građevina u Parizu. Druga po visini građevina u Parizu je neboder Montparnasse, s 210 m.
Metalna konstrukcija Eiffelovog tornja ima masu 7 300 tona, a ukupna masa je 10 100 tona. Broj stepenica do vrha je varirao kroz povijest, kroz različite restauracije: u vrijeme izgradnje 1889., bilo je 1710 stuba do vrha na 300.65 m; nakon restauracije 1980-ih, bilo je 1920 stuba; i danas ima 1665 stuba (javnosti nije dostupan vrh stubištem; do vrha se stiže liftom s druge platforme).
Osnovu tornja uključuje i 50 tona antikorozivne troslojne boje kojom se premazuje svakih sedam godina. Boja se periodično mijenja. Na prvom katu su interaktivne konzole na kojima se može vidjeti koja boja će se upotrijebiti u budućim premazima. Na tornju su ugravirana imena 72 znanstvenika za njihove doprinose znanosti.

## Početak gradnje
Konstrukcija je sagrađena između 1887. i 1889. kao ulazni svod za Svjetsku izložbu, koja je obilježavala stoljeće Francuske revolucije. To su bile godine industrijske revolucije, godine progresa i znanstvenih osvajanja. Lociran je na zemljopisnim koordinatama 48°51′29″N, 2°17′40″E. Toranj je predstavljen javnosti 31. ožujka 1889., a otvoren za posjetitelje 6. svibnja 1889.
Tristo radnika je spojilo 18,038 komada željeza, koristeći tri i pol milijuna zakovica, po dizajnu konstrukcijskog dizajnera Mauricea Koechlina. 
Rizik od nesreće je bio velik, za razliku od modernih nebodera toranj je otvorena konstrukcija bez ikakvih međukatova osim dvije platforme. Unatoč tome Eiffel se dobro pobrinuo za sigurnost svojih radnika, te je tako samo jedan čovjek poginuo prilikom postavljanja dizala. 
Toranj je naišao na otpor javnosti kad je sagrađen, osporavajući estetsku formu (Novelist Guy de Maupassant jeo je redovito u restoranu na tornju, jer je to jedino mjesto u Parizu odakle ga sigurno ne vidi). Danas, je naširoko smatran kao jedan od najupečatljvijih umjetničkih instalacija na svijetu.
Jedan od najvećih hollywoodskih filmskih klišeja je da pogled s pariškog prozora uvijek uključuje Eiffelov toranj. U stvarnosti, restrikcije rezidencijalnih zona ograničile su visinu većine zgrada na nekoliko katova, samo nekoliko viših zgrada imaju nesmetani pogleda prema tornju.
U stvarnosti, Eiffel je imao dozvolu da toranj može stajati 20 godina (nakon toga je vlasništvo trebalo prijeći na Grad Pariz, koji je planu imao rušenje tornja; pravila dizajnerskog natječaja su zahtijevala je da se toranj može s lakoćom srušiti), ali kasnije se pokazao vrlo iskoristiv u komunikacijske svrhe, te je tako dopušteno da ostane i nakon isteka dozvole. Iskoristio se za hvatanje ozloglašene Mata Hari, te je nakon toga njegovo rušenje postalo nepojmljivo Francuzima.

## Instalacije
Od početka 20. stoljeća, toranj je korišten za radijska odašiljanja. Do 1950-ih, za povremene prijenose modificiran je setom antenskih žica koje su išle od vrha do Avenue de Suffren (Avenije Suffren) i Champ de Mars (Marsovih polja). One su bile spojene s odašiljačima dugih valova u malim bunkerima. 1909. godine stalni podzemni radijski centar je sagrađen blizu južnog stupa i postoji do danas. Od 1957. toranj se koristi za odašiljanja FM radija i televizije.
Toranj ima dva restorana: Altitude 95, na prvom katu (95 m iznad morske razine); i Jules Verne, skupi gastronomski restoran na drugom katu, s privatnim dizalom, koji glasi kao jedan od najboljih u Francuskoj.

## Vanjske poveznice
- Službena stranica Eiffelovog tornja
- Filmovi Eiffelovog tornja